# Озянкіно
Озя́нкіно (рос. Озянкино, марій. Симаксер) — присілок у складі Гірськомарійського району Марій Ел, Росія. Входить до складу Мікряковського сільського поселення.

## Населення
Населення — 42 особи (2010; 51 у 2002).
Національний склад (станом на 2002 рік):
- гірські марійці — 88 %